# Welcome (Santana)
| Recensione              | Giudizio |
| ----------------------- | -------- |
| AllMusic                |          |
| Robert Christgau        | B+       |
| Piero Scaruffi          |          |
| Ondarock                |          |
| Dizionario del Pop-Rock |          |
| 24.000 dischi           |          |

Welcome è un album del gruppo rock Santana, pubblicato nel novembre del 1973 ed arrivato in nona posizione in Austria.
Seguì la precedente formula jazz-fusion dell'album Caravanserai. Gregg Rolie lasciò il gruppo e insieme a Neal Schon formò i Journey e furono sostituiti da Tom Coster, Leon Thomas e John McLaughlin, che aveva collaborato con Carlos nell'album Love Devotion Surrender.
Welcome caratterizza anche la vedova del pioniere del free-jazz John Coltrane, Alice Coltrane, come pianista sul brano di apertura Going Home e Flora Purim, la moglie di Airto Moreira come cantante. Siccome quest'album fu molto più sperimentale rispetto ai suoi predecessori, non arrivò alle hit.
Nel 2003 l'album venne nuovamente pubblicato con l'aggiunta della bonus track Mantra, caratterizzata dai fraseggi di Carlos Santana, Tom Coster e Michael Shrieve.

## Tracce

### LP
Lato A (AL 32445)
1. Going Home (arrangiamento di Alice Coltrane, Carlos Santana, Michael Shrieve, José Areas, Tom Coster, Armando Peraza, Doug Rauch e Richard Kermode) – 4:10 (musica: Adattamento musicale da New World Symphony di Antonín Dvořák) – Registrato nel giugno 1973
2. Love, Devotion & Surrender – 3:35 (testo: Carlos Santana – musica: Carlos Santana, Richard Kermode) – Registrato nel maggio 1973
3. Samba de Sausalito – 3:08 (musica: José Areas) – Registrato nel giugno 1973
4. When I Look into Your Eyes – 5:49 (testo: Michael Shrieve – musica: Michael Shrieve, Tom Coster) – Registrato nel maggio 1973
5. Yours Is the Light – 5:44 (testo: Michael Shrieve – musica: Richard Kermode) – Registrato nel maggio 1973

Lato B (BL 32445)
1. Mother Africa – 5:54 (musica: Herbie Mann, arrangiamento di Tom Coster e Carlos Santana) – Registrato nell'aprile 1973
2. Light of Life – 3:49 (testo: Carlos Santana – musica: Carlos Santana, Richard Kermode, Tom Coster) – Registrato nell'aprile 1973
3. Flame-Sky – 11:32 (musica: Carlos Santana, John McLaughlin, Doug Rauch) – Registrato nel maggio 1973
4. Welcome – 6:28 (musica: John Coltrane) – Registrato nel maggio 1973

### CD
Edizione CD del 2003, pubblicato dalla Columbia/Legacy Records (CK 85944)
1. Going Home (arrangiamento di Alice Coltrane, Carlos Santana, Michael Shrieve, José Areas, Tom Coster, Armando Peraza, Doug Rauch e Richard Kermode) – 4:10 (musica: Adattamento musicale da New World Symphony di Antonín Dvořák)
2. Love, Devotion & Surrender – 3:35 (testo: Carlos Santana – musica: Carlos Santana, Richard Kermode)
3. Samba de Sausalito – 3:08 (musica: José Areas)
4. When I Look into Your Eyes – 5:49 (testo: Michael Shrieve – musica: Michael Shrieve, Tom Coster)
5. Yours Is the Light – 5:44 (testo: Michael Shrieve – musica: Richard Kermode)
6. Mother Africa – 5:54 (musica: Herbie Mann, arrangiamento di Tom Coster e Carlos Santana)
7. Light of Life – 3:49 (testo: Carlos Santana – musica: Carlos Santana, Richard Kermode, Tom Coster)
8. Flame-Sky – 11:32 (musica: Carlos Santana, John McLaughlin, Doug Rauch)
9. Welcome – 6:28 (musica: John Coltrane)
10. Mantra – 6:10 (musica: Carlos Santana, Michael Shrieve, Tom Coster) – Traccia bonus - Registrato nell'aprile 1973

## Musicisti
Going Home
- Carlos Santana – percussioni
- Armando Peraza – percussioni
- Tom Coster – organo Yamaha
- Richard Kermode – melotron, organo Hammond
- Doug Rauch – basso
- Maitreya Michael Shrieve – batteria
- Alice Coltrane e The New Santana Band – arrangiamenti

Love, Devotion & Surrender
- Carlos Santana – cori, chitarra elettrica, chitarra acustica, autore testi e musica
- Tom Coster – organo Hammond
- Richard Kermode – pianoforte elettrico, autore musica
- Doug Rauch – basso
- Maitreya Michael Shrieve – batteria
- José "Chepito" Areas – timbales
- Armando Peraza – congas
- Wendy Haas – cori
- Leon Thomas – cori

Samba de Sausalito
- Carlos Santana – chitarra
- José "Chepito" Areas – timbales, percussioni, congas, autore musica
- Tom Coster – pianoforte elettrico, percussioni latine
- Richard Kermode – organo Hammond, percussioni latine
- Doug Rauch – basso
- Tony Smith – batteria
- Armando Peraza – percussioni latine

When I Look into Your Eyes
- Carlos Santana – chitarra solista
- Doug Rodriguez – chitarra ritmica
- Tom Coster – organo Hammond, organo Yamaha, autore musica
- Richard Kermode – pianoforte elettrico, marimba, shekere
- Joe Farrell – flauto (solo)
- Bob Yance – flauto
- Mel Martin – flauto
- Doug Rauch – basso
- Maitreya Michael Shrieve – batteria, autore testi e musica
- Armando Peraza – congas, bongos
- Wendy Haas – cori
- Leon Thomas – cori

Yours Is the Light
- Carlos Santana – chitarra solista
- Flora Purim – voce
- Tom Coster – organo Hammond
- Richard Kermode – pianoforte elettrico, pianoforte acustico, autore musica
- Bob Yance – flauto
- Mel Martin – flauto
- Doug Rauch – basso
- Maitreya Michael Shrieve – batteria, autore testi
- Armando Peraza – cabasa
- José "Chepito" Areas – congas
- Leon Thomas – fischio

Mother Africa
- Carlos Santana – basso, kalimba, autore musica
- Tom Coster – organo Hammond, marimba, pianoforte, autore musica
- Richard Kermode – pianoforte elettrico, shekere
- Jules Broussard – sassofono soprano (solo)
- Maitreya Michael Shrieve – batteria
- Armando Peraza – congas
- José "Chepito" Areas – timbales
- Herbie Mann – autore musica

Light of Life
- Carlos Santana – chitarra, percussioni, autore testi e musica
- Leon Thomas – voce
- Tom Coster – piano, organo, pianoforte elettrico (solo), autore musica, arrangiamenti (strumenti a corda)
- Richard Kermode – pianoforte elettrico, autore musica
- Doug Rauch – basso
- Maitreya Michael Shrieve – batteria
- Armando Peraza – congas
- José "Chepito" Areas – timbales
- Greg Adams – arrangiamenti (strumenti a corda), conduttore musicale

Flame-Sky
- Carlos Santana – chitarra, autore musica
- Mahavishnu John McLaughlin – chitarra, autore musica
- Tom Coster – pianoforte, organo Yamaha
- Richard Kermode – organo Hammond
- Doug Rauch – basso, autore musica
- Maitreya Michael Shrieve – batteria
- Armando Peraza – congas

Welcome
- Carlos Santana – chitarra
- Tom Coster – pianoforte acustico
- Richard Kermode – pianoforte elettrico
- Doug Rauch – basso
- José "Chepito" Areas – percussioni
- Armando Peraza – percussioni
- John Coltrane – autore musica

Note aggiuntive
- Carlos Santana, Maitreya Michael Shrieve e Tom Coster – produttori
- Glen Kolotkin – ingegnere delle registrazioni
- Ethan Russell e Masakazu Sakomizu – foto copertina album
- Randy Tuten – artwork (foto collage) copertina album
- Barry Imhoff – design copertina album [9]

## Classifica
Album
| Anno | Classifica                 | Posizione raggiunta |
| ---- | -------------------------- | ------------------- |
| 1973 | Billboard 200              | 25                  |
| 1973 | Official Albums Chart      | 8                   |
| 1973 | austriancharts.at          | 9                   |
| 1974 | Offizielle Deutsche Charts | 29                  |